# Armenci
Armenci so narod oz. etnična skupina, ki izvira iz vzhodne Male Azije. Precej jih še vedno živi na tem območju, še posebej v današnji Republiki Armeniji, skoraj še enkrat toliko jih živi raztresenih po svetu.
Ta članek predstavlja Armence kot etnično skupino, ne le kot državljane Armenije.

## Zgodovina
Armenija prvič "vstopi" v zgodovino okoli leta 800 pr. n. št. kot del kraljestva Urartu oz. Van. Prva armenska država je ustanovljena leta 190 pr. n. št. in doseže vrhunec med letoma 95 pr. n. št. in 65 pr. n. št., ko se razteza vse do današnje vzhodne Turčije in Libanona. Leta 64 pr. n. št. postane del Rimskega imperija.
Leta 301 postane Armenija prva država, ki sprejme krščanstvo kot državno vero. Med kasnejšimi političnimi mrki je Armenija ravno po zaslugi cerkve ohranila svojo identiteto. Med letoma 1100 in 1350 je ob sredozemski obali današnje Turčije in Sirije obstajalo armensko kraljestvo Kilikia, ki je imelo tesne vezi s križarskimi državami.
Kot se je med 4. in 19. stoletjem zgodilo skoraj z vsemi ljudstvi tega območja, so si tudi Armence podjarmile regionalne velesile, med drugim Perzija, Bizantinsko cesarstvo, Arabci, Mongoli in Turki. Najhuje je bilo pod Turki, ki so v letih 1894–1896 ter 1915–1916 izvedli kar dva pokola.
V dvajsetih letih 19. stoletja so deli zgodovinske Armenije pod perzijsko nadvlado (območja okoli Erevana in jezera Sevan) postopoma prešli pod Rusijo. Ko je ob koncu 1. svetovne vojne carska Rusija razpadla, je leta 1918 nastala neodvisna armenska republika in se obdržala do vdora Rdeče armade leta 1920. Leta 1922 je Armenija postala del Transkavkaške federativne sovjetske socialistične republike, iz katere je leta 1936 nastala Armenska SSR in se obdržala do razglasitve neodvisnosti 21. septembra 1991.

### Preganjanje v Otomanskem imperiju
Gl. tudi članek Armenski genocid.
Armenija ima dolgo zgodovino osvajanj in življenja pod tujimi nadvladami različnih ljudstev. Skoraj nedvomno pa je do najhujšega preganjanja Armencev prišlo v zadnjih desetletjih Otomanskega imperija. Med letoma 1894 in 1896 je bilo otomansko ravnanje blizu, v letih 1915 in 1916 pa je izpolnilo skoraj vse pogoje, ki definirajo genocidno politiko. V 1. svetovni vojni so namreč Turki videli krščanske Armence kot možne zaveznike Rusije in so zato celotno armensko prebivalstvo obravnavali kot sovražnike v svojem imperiju.

## Geografska porazdelitev
Armenci danes živijo raztreseni po vsem svetu.
Med 3 in 3,5 milijona Armencev živi v Armeniji, poleg tega med 2 in 2,5 milijona v Rusiji, 408.000 v Gruziji, vsaj 400.000 (verjetno pa skoraj milijon) v ZDA, 250.000 v Franciji, 200.000 v Iranu, 156.000 v Gorskem Karabahu, 100.000 v Siriji, 75.000 v Libanonu, 50.000 v Turčiji itd. Skupno po vsem svetu živi okoli 8 milijonov Armencev.
Pred razpadom Sovjetske zveze je v Azerbajdžanu brez Gorskega Karabaha živelo približno 260.000 Armencev, ki ob izbruhu napetosti zaradi Gorskega Karabaha pobegnili, največ v Armenijo, Gorski Karabah in Rusijo.
Dve središči Armencev v ZDA sta Watertown v Massachusettsu in Fresno v Kaliforniji.
Uradni podatki o številu Armencev v Sloveniji niso znani, zagotovo pa jih ni več kot 1.548, kolikor prebivalcev so po popisu leta 2002 uvrstili v kategorijo "drugi"7.

### Jezik
Glavni članek: armenščina

### Religija
Leta 301, ko je Armenija postala prva država, ki je sprejela krščanstvo za državno vero, je bila ustanovljena cerkev, ki je danes neodvisna tako od rimokatoliške kot od vzhodne pravoslavne cerkve. Osamosvojila se je po izobčenju na halkedonskem koncilu leta 451. Armenska apostolska cerkev je del orientalske pravoslavne skupnosti, ki je ne smemo zamanjevati z vzhodnopravoslavno skupnostjo. Med poznejšimi političnimi mrki je ravno cerkev pomagala Armencem ohraniti svojo identiteto.
Armenci so predstavljali krščanski "otok" v večinoma islamski regiji. Kraljestvo Kilikia je imelo močne vezi s križarskimi državami. Zaradi "skrbi" carske Rusije do krščanskih manjšin v Otomanskem imperiju je prihajalo do pogostih konfliktov med državama in je verjetno bilo podlaga za armenski genocid v letih 1915 in 1916.
Armenska apostolska cerkev je najbolj izrazita med Armenci tako v Armeniji kot po svetu, predvsem izseljenci pripadajo tudi številnim krščanskim sektam.

## Ustanove
Nedvomno je danes najpomembnejša z Armenci povezana ustanova nacionalna država Armenija. Ostale pomembne ustanove so:
- armenska apostolska cerkev
- armenska katoliška cerkev
- Armenska splošna dobrodelna zveza (AGBU, angl. Armenian General Benevolent Union), ustanovljena leta 1906 in največja armenska nepridobitna organizacija z izobraževalnimi, kulturnimi in humanutarnimi projketi na šestih celinah
- Armensko društvo za pomoč (angl. Armenian Relief Society), ustanovljeno leta 1910
- Hamazkajin, armensko kulturno in izobraževalno društvo ustanovljeno leta 1928 v Kairu, ki štipendira srednješolsko in visokošolsko izobraževanje v več državah

### Primernost izraza "etnična skupina"
Na Armence se je dolgo gledalo kot na narod. Med izseljenci, še posebej po 1. svetovni vojni se je začel uporabljati izraz etnična skupina.

### Podatki o prebivalstvu
1 Nationmaster.com navaja podatek o 93 % Armencev od skupno 3.326.448 prebivalcev (ocena za julij 2003), kar znese 3.093.000. Omenjeno je tudi, da je število Azerbajdžancev v Armeniji močno padlo. National Geographic Atlas of the World, sedma izdaja (1999) navaja podatek o 3.800.000 prebivalcih. V tem primeru je 93 % enako 3.500.000. Pri
Countrywatch navajajo podatek o samo 2.935.400 prebivalcih v letu 2004. Neverjetno se zdi, da bi število prebivalcev v 5 letih upadlo kar za 900.000 ljudi, poleg tega ni rečeno, da so vsi ti ljudje ravno Armenci. V pomnajknaju uradnih popisnih podatkov ni mogoče trditi, da je katera od ocen zanesljivejša od druge.
2 AGBU News Arhivirano 2004-10-23 na Wayback Machine. navaja: "po najbolj konservativnih ocenah ... več kot 2 milijona". Na omenjeni strani je tudi informacija o porazdelitvi po posameznih regijah.
Orran Daily Arhivirano 2004-10-23 na Wayback Machine. navaja podatek ruske agencije Novosti: "V Rusiji živi 2,5 milijona Armencev".
3 EuroAmerican.net predstavlja uradne podatke ameriškega popisa iz leta 2000, vključno s podatki za posamezne zvezne države. Po teh podatkih sodeč v ZDA živi 385.488 ljudi armenskih korenin. The 2001 Canadian Census Arhivirano 2013-04-09 na Wayback Machine. navaja, da v Kanadi trenutno živi 40.505 oseb z armenskimi koreninami. Podane številke se zdijo prenizke, ker je podcenjeno število ljudi mešanega porekla, ki so dokaj pogosti v Severni Ameriki. Rezultati
ameriškega popisa leta 1990
navajajo 149.694 ljudi, ki doma govorijo armensko. Armensko veleposlaništvo v Kanadi Arhivirano 2006-08-26 na Wayback Machine.
ocenjuje, da v ZDA živi približno milijon, v Kanadi pa približno 100.000 Armencev. The armenian church of America Arhivirano 2003-02-02 na Wayback Machine..
ocenjuje podobno. Kakorkoli že, viri so si enotni, da več kot polovica Armencev v ZDA živi v Kaliforniji
4 Nationmaster.com: Georgia: 400.000 Armencev predstavlja 8.1 % od 4.934.413 prebivalcev Gruzije (ocena za julij 2003).
5 Nationmaster.com:Azerbaijan: 156.000 Armencev predstavlja 2 % od 7.830.764 prebivalcev Azerbajdžana (ocena za julij 2003) z opombo, da so skoraj vsi Armenci živeli v separatistični regiji Gorski Karabah, iz katere jih je azerbajdžanska vojska pregnala v letu 2023.
6 The Education for Development Institute Arhivirano 2012-01-10 na Wayback Machine. vzdržuje obsežno spletišče o Armeniji Arhivirano 2012-01-12 na Wayback Machine., ki vključuje tudi podatke o armenski diaspori v različnih državah Arhivirano 2011-04-14 na Wayback Machine.. Ti podatki se ujemajo z drugimi viri, kadar le-ti obstajajo. V primerih ko ni na voljo zanesljivejših virov, so uporabljeni podatki EDI.
7 Rezultati popisa 2002 v Sloveniji